# Simićevo
Simićevo (Servisch cyrillisch Симићево) is een plaats in de Servische gemeente Žabari. De plaats telt 1465 inwoners (2002).